# United Klans of America

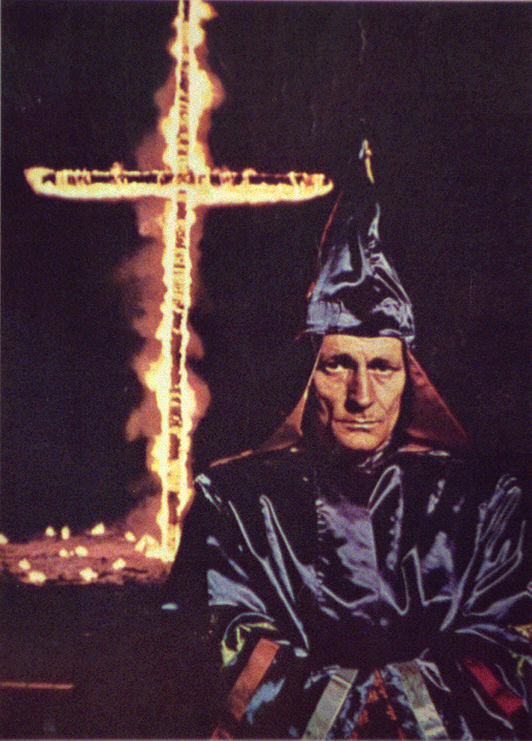
Robert Shelton, fondateur et Impérial Wizard de l'United Klans of America

L'United Klans of America Inc. (UKA), basée en Alabama, était l'une des plus grandes organisations Ku Klux Klan aux États-Unis. Dirigée par Robert Shelton, l'UKA a atteint un pic d'adhésion à la fin des années 1960 et dans les années 1970 et devient l'organisation la plus violente du Klan à son époque. Son siège était l'Anglo-Saxon Club à l'extérieur de Tuscaloosa, en Alabama.
L'organisation est liée à l'attentat de l'église baptiste de la 16e rue à Birmingham qui tue quatre jeunes filles, le meurtre de Viola Liuzzo près de Selma en 1965 et le lynchage de l'adolescent Michael Donald à Mobile en 1981. Certains des membres les plus connus de l'UKA comprenaient Thomas E. Blanton, Jr., Bobby Frank Cherry, Herman Cash, Robert Chambliss, Bennie Hays, Henry Hays et James Knowles. Robert Shelton décède à l'âge de 73 ans en 2003 à Tuscaloosa d'une crise cardiaque.
En 1987, l'UKA est poursuivie pour le meurtre de Michael Donald les dommages-intérêts accordés par le jury mettent l'organisation en faillite. De nombreux anciens membres du groupe appartiennent désormais à d'autres organisations Ku Klux Klan telles que The True Ku Klux Klan.

## Histoire
Pendant le mouvement des droits civiques dans le sud des États-Unis, des membres des United States Klan et du KKK unissent leurs forces en 1960 afin de résister et de contrer le changement. En juillet 1961 Robert Shelton, le fils d'un membre du KKK s'installe en Alabama après sa libération de l'Air Force. Il devient Imperial Wizard de l'UKA après la fusion de son groupe Alabama Knights avec Invisible Empire, United Klans, Knights of the Ku Klux Klan of America, Inc, Georgia Knights et Carolina Units, formant les United Klans of America.
L'augmentation de l'activisme dans les années 1965 conduit l'UKA à atteindre un pic de membres actifs et de soutien avec des nombres estimés entre 26 000 et 33 000 personnes dans tout le Sud en 1965. C'est la plus grande faction KKK au monde, dans une organisation hautement décentralisée. L'organisation est la plus populaire en Caroline du Nord, où en 1966 plus de la moitié des membres de l'UKA résidaient. L'UKA diffuse ses messages par le biais d'un bulletin d'information appelé The Fiery Cross, qui est imprimé à Swartz, en Louisiane. Mais, l'adhésion commence à chuter une fois que le groupe a été lié à des activités criminelles, et après que Shelton ait purgé une peine d'un an de prison pour outrage au Congrès des États-Unis en 1969. Au début des années 1970, l'adhésion à l'UKA est passée de dizaines de milliers à un nombre entre 3 500 et 4 000 Certains membres continuent de pratiquer la violence. Dans les années 1980, le nombre de membres est tombé à environ 900.